# Xanioprion walliseri
Xanioprion walliseri är en ringmaskart som beskrevs av Szankawski och Wrona 1973. Xanioprion walliseri ingår i släktet Xanioprion, klassen havsborstmaskar, fylumet ringmaskar och riket djur. Inga underarter finns listade i Catalogue of Life.